# قلعه سن‌سارود
بقایای قلعه سن‌سارود مربوط به سده‌های میانه دوران‌های تاریخی پس از اسلام است و در شهرستان مرند، بخش مرکزی، روستای هرزند جدید واقع شده و این اثر در تاریخ ۷ مهر ۱۳۸۱ با شمارهٔ ثبت ۶۱۷۸ به‌عنوان یکی از آثار ملی ایران به ثبت رسیده‌است.